# Гексаедрити
Гексаедрити — структурний клас залізних метеоритів. Вони містять майже виключно залізо-нікелевий сплав у формі камаситу й мають значно менший вміст нікелю, аніж октаедрити. Концентрація нікелю в гексаедритах завжди нижча 5,8% і лише в рідкісних випадках — нижча за 5,3%.
Назва походить від кубічної (гексаедр) форми камаситових кристалів. Після кислотного травлення на гексаедритах немає відманштеттенових структур, але досить часто на них можна побачити нейманові структури — групи паралельних ліній, які перетинаються під різними кутами, що свідчить про зіткнення з космічним тілом, яке колись відбулося на батьківському тілі, з якого походить метеорит. Ці лінії отримали свою назву на честь Йоганна Нойманна, який відкрив їх 1848 року.

## Хімічна класифікація
Для поділу залізних метеоритів на окремі хімічні класи, які відповідають окремим астероїдним тілам, застосовують концентрації залишкових елементів (германію, галію та іридію). Хімічні класи, до яких належать гексаедрити:
- Метеорити IIAB (до цього класу належать також деякі октаедрити);
- Метеорити IIG.